# Lasioglossum solitarium
Lasioglossum solitarium är en biart som först beskrevs av Warncke 1975.  Lasioglossum solitarium ingår i släktet smalbin, och familjen vägbin. Inga underarter finns listade i Catalogue of Life.